# Ga Lat Phrao MRT
Ga Lat Phrao (tiếng Thái: สถานีลาดพร้าว, phát âm [sā.tʰǎː.nīː lâːt pʰráːw]) là một ga Bangkok MRT trên Tuyến Xanh Dương và Tuyến Vàng nằm tại Đường Ratchadaphisek, gần với nút giao Đường Lat Phrao. Nó là ga cuối phía Bắc của Tuyến Vàng. Mặc dù nhà ga có tên là Lat Phrao, nhưng nó nằm tại quận Chatuchak, không phải quận Lat Phrao và Central Plaza Lat Phrao gần đó là Ga Phahon Yothin. Nó có ký hiệu màu      xanh dương nhạt.

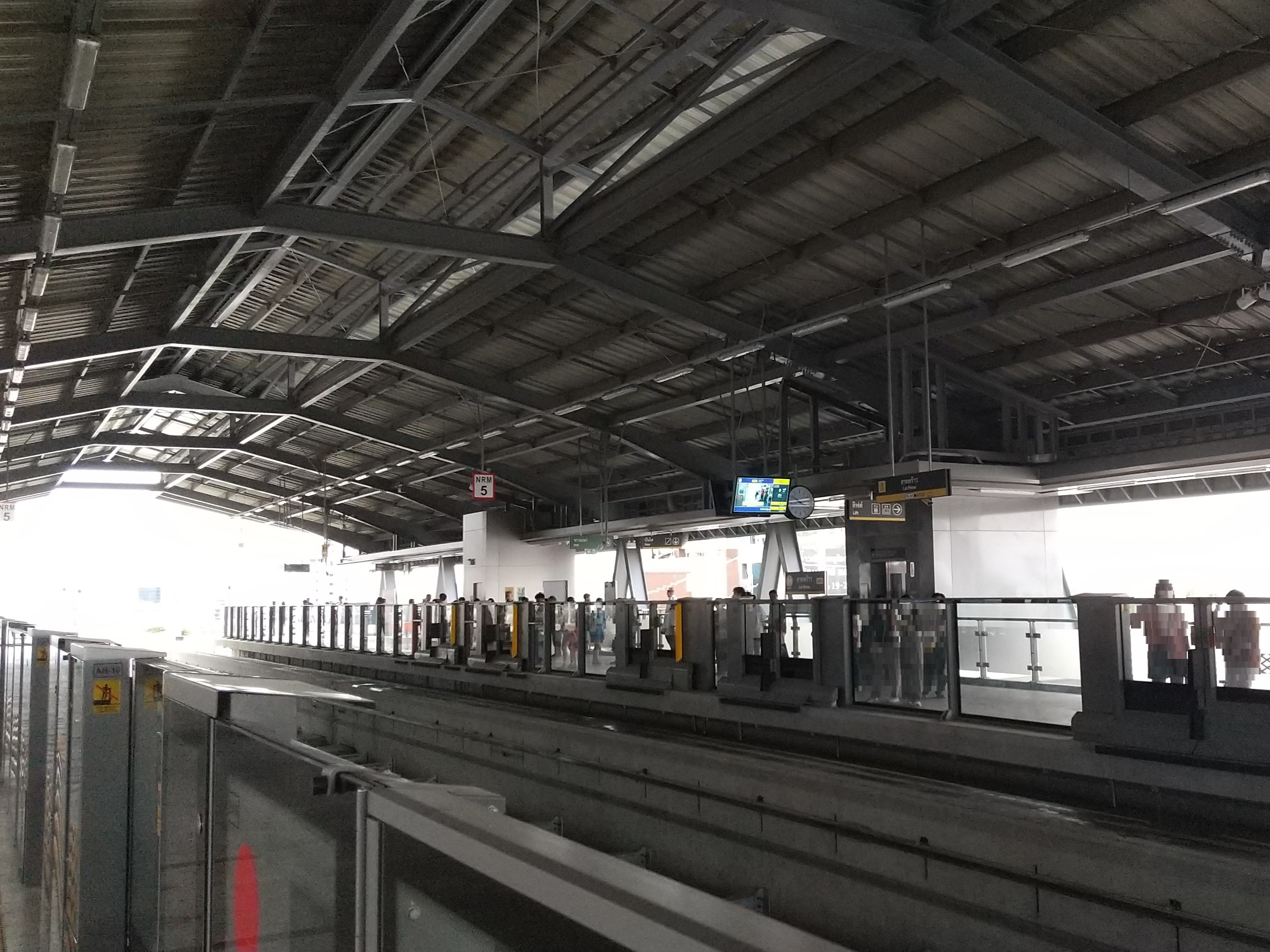
Ke ga Tuyến Vàng

Tuyến Xanh Dương được mở cửa vào ngày 3 tháng 7 năm 2004, trong khi Tuyến Vàng mở cửa vào ngày 19 tháng 6 năm 2023 như đoạn cuối giữa Phawana và Lat Phrao.